# Parc national de la Serra do Itajaí
Le parc national de la Serra do Itajaí est une réserve naturelle brésilienne. Elle se situe dans la région Sud, dans l'État de Santa Catarina.
Le parc fut créé le 29 septembre 2005 et couvre une superficie de 57 475 ha.
Il s'étend sur les municipalités d'Ascurra, Apiúna, Blumenau, Botuverá, Gaspar, Guabiruba, Indaial, Presidente Nereu et Vidal Ramos.